# Moirey-Flabas-Crépion
Moirey-Flabas-Crépion est une commune française située dans le département de la Meuse, en région Grand Est.

## Géographie
Moirey-Flabas-Crépion se situe à environ 20 km au nord de Verdun.
| Wavrille               | Chaumont-devant-Damvillers | Chaumont-devant-Damvillers |
| Wavrille               | Moirey-Flabas-Crépion      | Chaumont-devant-Damvillers |
| Haumont-près-Samogneux | Ville-devant-Chaumont      | Ville-devant-Chaumont      |

### Hydrographie
La commune est dans le bassin versant de la Meuse au sein du bassin Rhin-Meuse. Elle est drainée par la Thinte, le ruisseau le Moirey, le ruisseau de la Vau Beauzee, le ruisseau de Prelle et le ruisseau du Grand Paquis,.
La Thinte, d'une longueur de 17 km, prend sa source dans la commune de Azannes-et-Soumazannes et se jette  dans le Loison à Vittarville, après avoir traversé neuf communes.

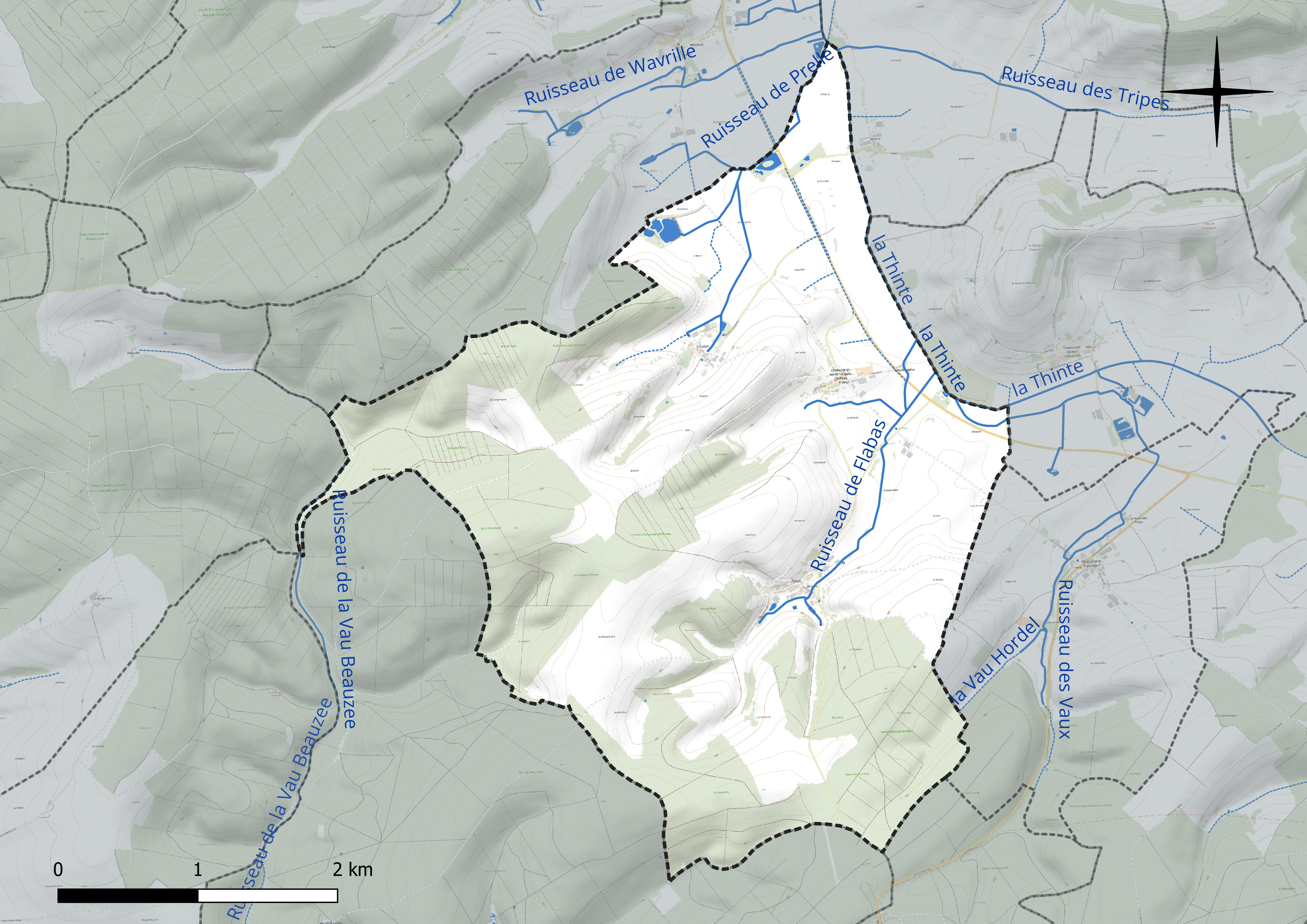
Réseau hydrographique de Moirey-Flabas-Crépion.

### Climat
Pour des articles plus généraux, voir Climat du Grand Est et Climat de la Meuse.
En 2010, le climat de la commune est de type climat de montagne, selon une étude du Centre national de la recherche scientifique s'appuyant sur une série de données couvrant la période 1971-2000. En 2020, Météo-France publie une typologie des climats de la France métropolitaine dans laquelle la commune est exposée à un climat océanique altéré et est dans la région climatique  Lorraine, plateau de Langres, Morvan, caractérisée par un hiver rude (1,5 °C), des vents modérés et des brouillards fréquents en automne et hiver.
Pour la période 1971-2000, la température annuelle moyenne est de 9,6 °C, avec une amplitude thermique annuelle de 16,2 °C. Le cumul annuel moyen de précipitations est de 964 mm, avec 14,2 jours de précipitations en janvier et 9,6 jours en juillet. Pour la période 1991-2020, la température moyenne annuelle observée sur la station météorologique de Météo-France la plus proche, « Septsarges », sur la commune de Septsarges à 17 km à vol d'oiseau, est de 10,3 °C et le cumul annuel moyen de précipitations est de 942,8 mm. 
La température maximale relevée sur cette station est de 39,9 °C, atteinte le 25 juillet 2019 ; la température minimale est de −15,7 °C, atteinte le 1er janvier 1997,,.
Les paramètres climatiques de la commune ont été estimés pour le milieu du siècle (2041-2070) selon différents scénarios d'émission de gaz à effet de serre à partir des nouvelles projections climatiques de référence DRIAS-2020. Ils sont consultables sur un site dédié publié par Météo-France en novembre 2022.

## Urbanisme

### Typologie
Au 1er janvier 2024, Moirey-Flabas-Crépion est catégorisée commune rurale à habitat très dispersé, selon la nouvelle grille communale de densité à sept niveaux définie par l'Insee en 2022.
Elle est située hors unité urbaine et hors attraction des villes,.

### Occupation des sols
L'occupation des sols de la commune, telle qu'elle ressort de la base de données européenne d’occupation biophysique des sols Corine Land Cover (CLC), est marquée par l'importance des territoires agricoles (59,9 % en 2018), une proportion identique à celle de 1990 (59,9 %). La répartition détaillée en 2018 est la suivante : 
terres arables (43 %), forêts (38 %), prairies (15,2 %), milieux à végétation arbustive et/ou herbacée (2 %), zones agricoles hétérogènes (1,7 %). L'évolution de l’occupation des sols de la commune et de ses infrastructures peut être observée sur les différentes représentations cartographiques du territoire : la carte de Cassini (XVIIIe siècle), la carte d'état-major (1820-1866) et les cartes ou photos aériennes de l'IGN pour la période actuelle (1950 à aujourd'hui).

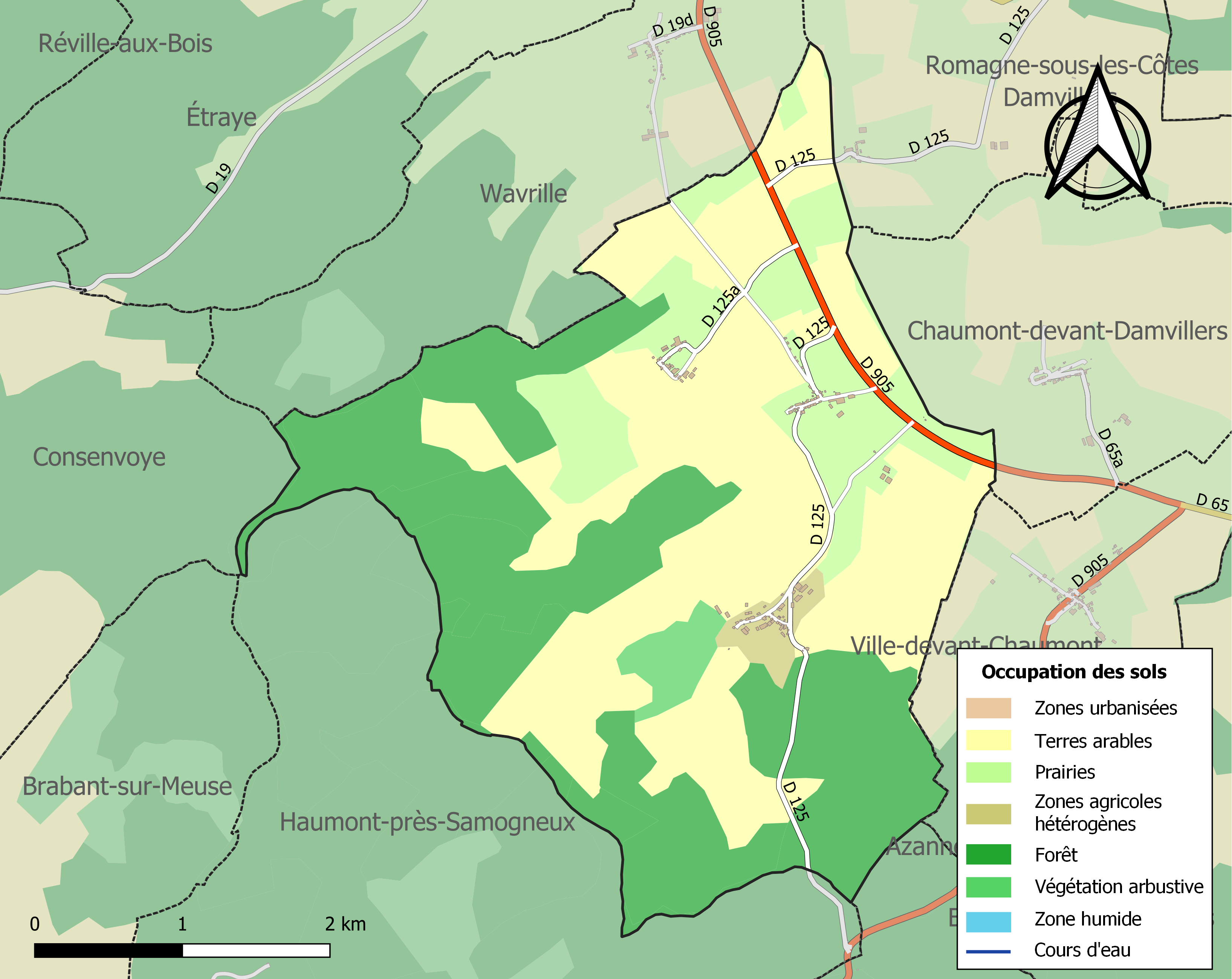
Carte des infrastructures et de l'occupation des sols de la commune en 2018 (CLC).

## Toponymie
Moirey est attesté sous les formes Maureium (IXe siècle) ; De Moreio (1049) ; Ad Mourei et ad Villare (1061) ; Moirei (1240) ; Moirey (1240) ; Morey (1257) ; Moyrey, Moretz (1549) ; Moyreium (1642).

Par arrêté préfectoral du 20.12.1972 , les communes de Flabas et de Crépion sont réunies à Moirey.
Flabas est attesté sous les formes Flabasium (xe siècle) ; Flabaisum (1049) ; De Flabasio (1204) ; Flabaisium (1220) ; Flabais (1232) ; Flabaix (1240) ; Flabax (1240) ; « La fontaine Saint-Maur à Flabaix » (1519) ; Flaba, ecclesia de Flabate (1738) ; Flabay (1756).

Du nom du ruisseau qui a laissé son nom à la commune, de l'adjectif germanique flad « qui s'étale » et bach : « ruisseau ».
Crépion est attesté sous les formes De Crupion (1204) ; Crispeium (1211) ; Crespeium (1215) ; Crépion (1220) ; Crippion (1245) ; Creppion (1549) ; Crespion (1656) ; Cropion (1700) ; Crepio (1738).

## Histoire
La commune est connue pour sa proximité des champs de bataille et ses nombreuses ruines architecturales, comme dans la forêt de Moirey où subsiste une ruine d'hôpital militaire allemand.[réf. nécessaire]
Le 1er janvier 1973, Moirey devient Moirey-Flabas-Crépion à la suite de sa fusion-association avec Crépion et Flabas. Le 1er février 1983, la fusion de Moirey-Flabas-Crépion avec Crépion et Flabas est transformée en fusion simple.

## Politique et administration
| Période                                  | Période                   | Identité                                       | Étiquette | Qualité     |
| ---------------------------------------- | ------------------------- | ---------------------------------------------- | --------- | ----------- |
| Les données manquantes sont à compléter. |                           |                                                |           |             |
| mars 1983                                | mars 2003                 | Bernard Henry                                  |           |             |
| mars 2008                                | mars 2008                 | Jean Robinet                                   |           |             |
| mars 2008                                | En cours (au 27 mai 2020) | Philippe Jacque Réélu pour le mandat 2020-2026 |           | Agriculteur |

## Population et société

### Démographie
L'évolution du nombre d'habitants est connue à travers les recensements de la population effectués dans la commune depuis 1793. Pour les communes de moins de 10 000 habitants, une enquête de recensement portant sur toute la population est réalisée tous les cinq ans, les populations de référence des années intermédiaires étant quant à elles estimées par interpolation ou extrapolation. Pour la commune, le premier recensement exhaustif entrant dans le cadre du nouveau dispositif a été réalisé en 2006.

En 2022, la commune comptait 112 habitants, en évolution de −14,5 % par rapport à 2016 (Meuse : −4,4 %, France hors Mayotte : +2,11 %).
| 1793 | 1800 | 1806 | 1821 | 1831 | 1836 | 1841 | 1846 | 1851 |
| ---- | ---- | ---- | ---- | ---- | ---- | ---- | ---- | ---- |
| 114  | 117  | 115  | 123  | 126  | 135  | 133  | 142  | 165  |

| 1856 | 1861 | 1866 | 1872 | 1876 | 1881 | 1886 | 1891 | 1896 |
| ---- | ---- | ---- | ---- | ---- | ---- | ---- | ---- | ---- |
| 151  | 139  | 153  | 145  | 130  | 111  | 115  | 122  | 110  |

| 1901 | 1906 | 1911 | 1921 | 1926 | 1931 | 1936 | 1946 | 1954 |
| ---- | ---- | ---- | ---- | ---- | ---- | ---- | ---- | ---- |
| 95   | 85   | 87   | 54   | 57   | 51   | 57   | 61   | 65   |

| 1962 | 1968 | 1975 | 1982 | 1990 | 1999 | 2006 | 2011 | 2016 |
| ---- | ---- | ---- | ---- | ---- | ---- | ---- | ---- | ---- |
| 76   | 63   | 144  | 117  | 108  | 113  | 131  | 134  | 131  |

| 2021 | 2022 | - | - | - | - | - | - | - |
| ---- | ---- | - | - | - | - | - | - | - |
| 117  | 112  | - | - | - | - | - | - | - |

## Culture locale et patrimoine

### Lieux et monuments
Le village de Flabas est situé en bordure de la forêt de Verdun et du bois des Caures, tristement célèbre pour les combats de la Première Guerre mondiale.

#### Monuments liés à la Première Guerre mondiale
- Le village abrite notamment un camp de représailles où des soldats français furent obligés de vivre dans des conditions misérables et condamnés aux travaux forcés, à quelques kilomètres du front. Ce camp fut créé par l'Allemagne à la suite d'un ultimatum lancé à la France dans lequel elle demandait une amélioration des conditions de vie des prisonniers de guerre. La France n'ayant pas répondu à l'appel, le camp fut créé le 17 janvier 1917, à seulement 500 mètres du bois des Caures. Aujourd'hui, un panneau informatif se trouve à l'ancien emplacement du camp et une statue représentant un prisonnier se dresse au milieu du village[25].
- Poste de commandement du colonel Driant  Classé MH (1931)[26]

#### Églises et lieux de cultes
- Église Saint-Barthélemy de Crépion, construite en 1675, reconstruite en 1930.
- Église Saint-Maur de Flabas, XVIe siècle, reconstruite en 1931.
- Église Saint-Michel de Moirey, XIIe siècle, reconstruite en 1930.
- Chapelle Saint-Maur de Flabas, construite en 1867

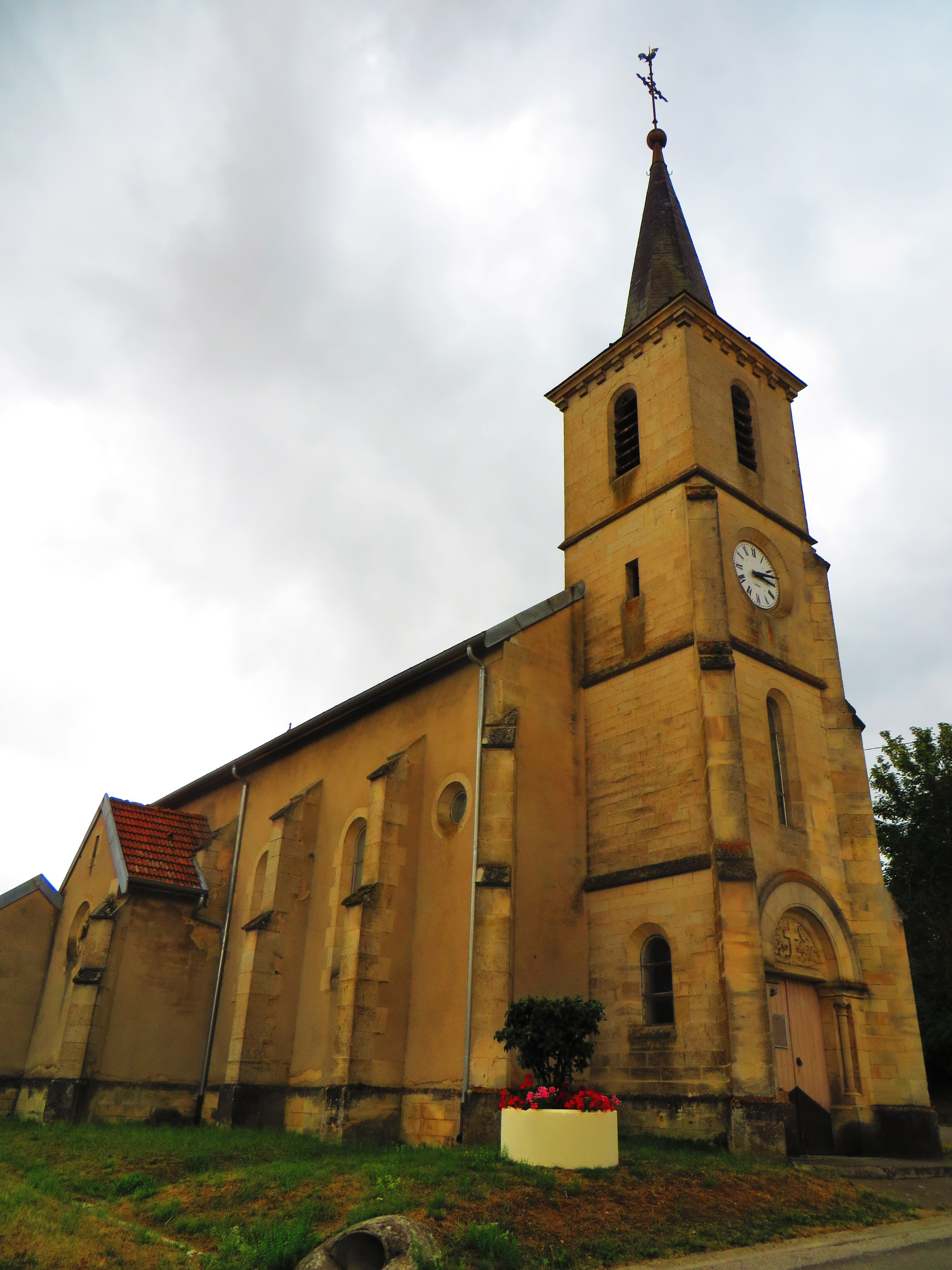
Église Saint-Barthélemy de Crépion.
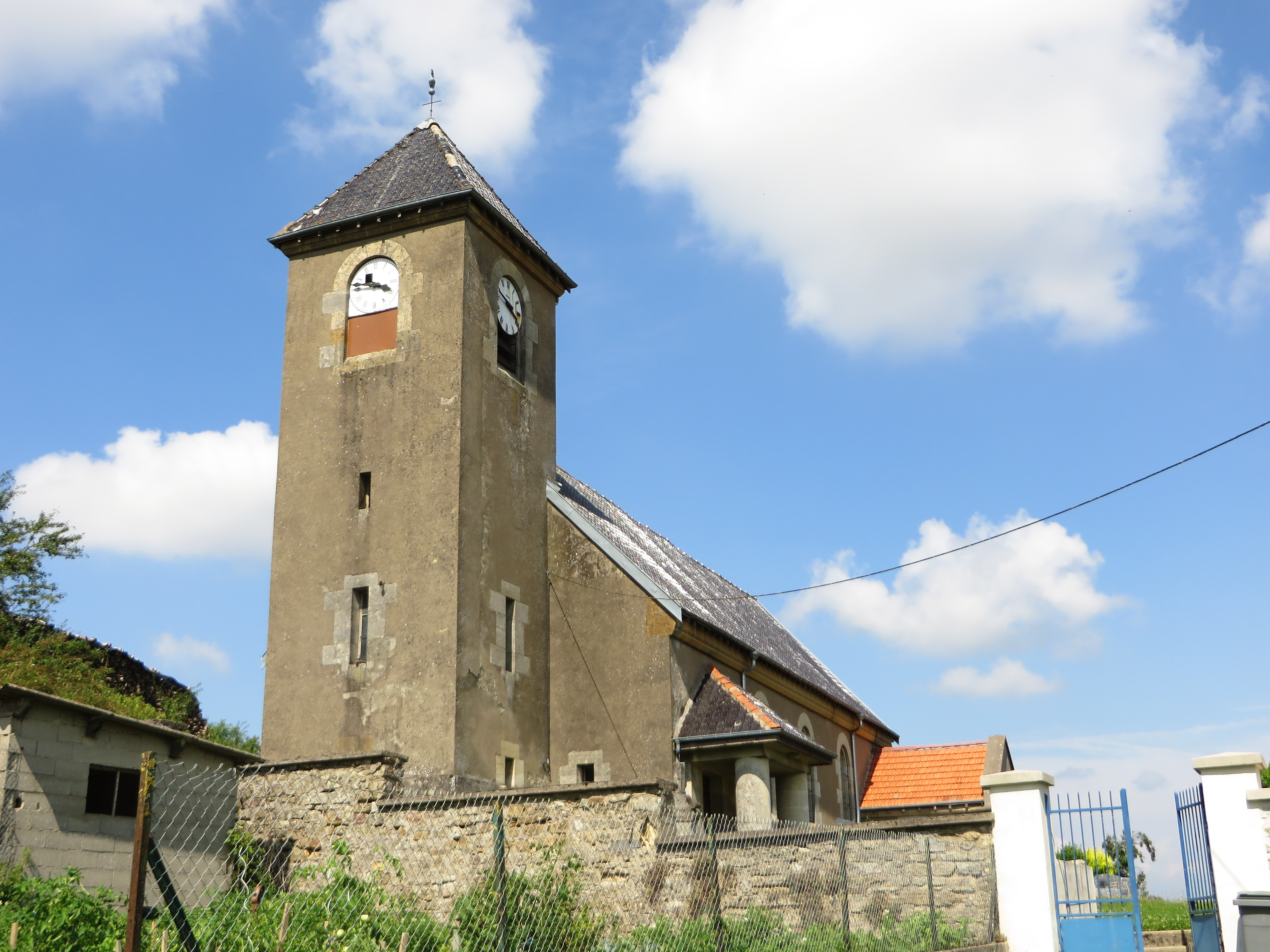
Église Saint-Maur de Flabas.
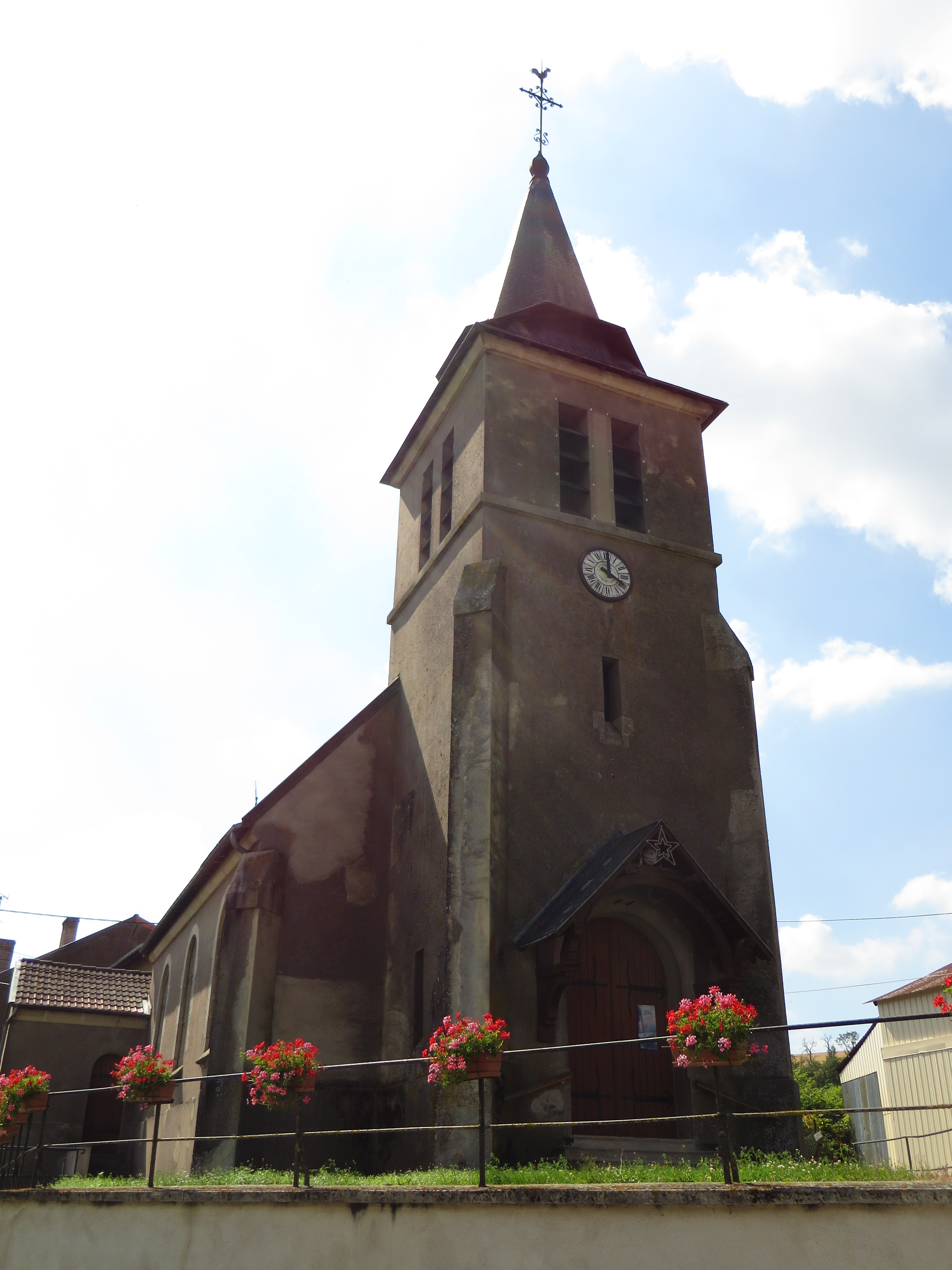
Église Saint-Michel de Moirey.
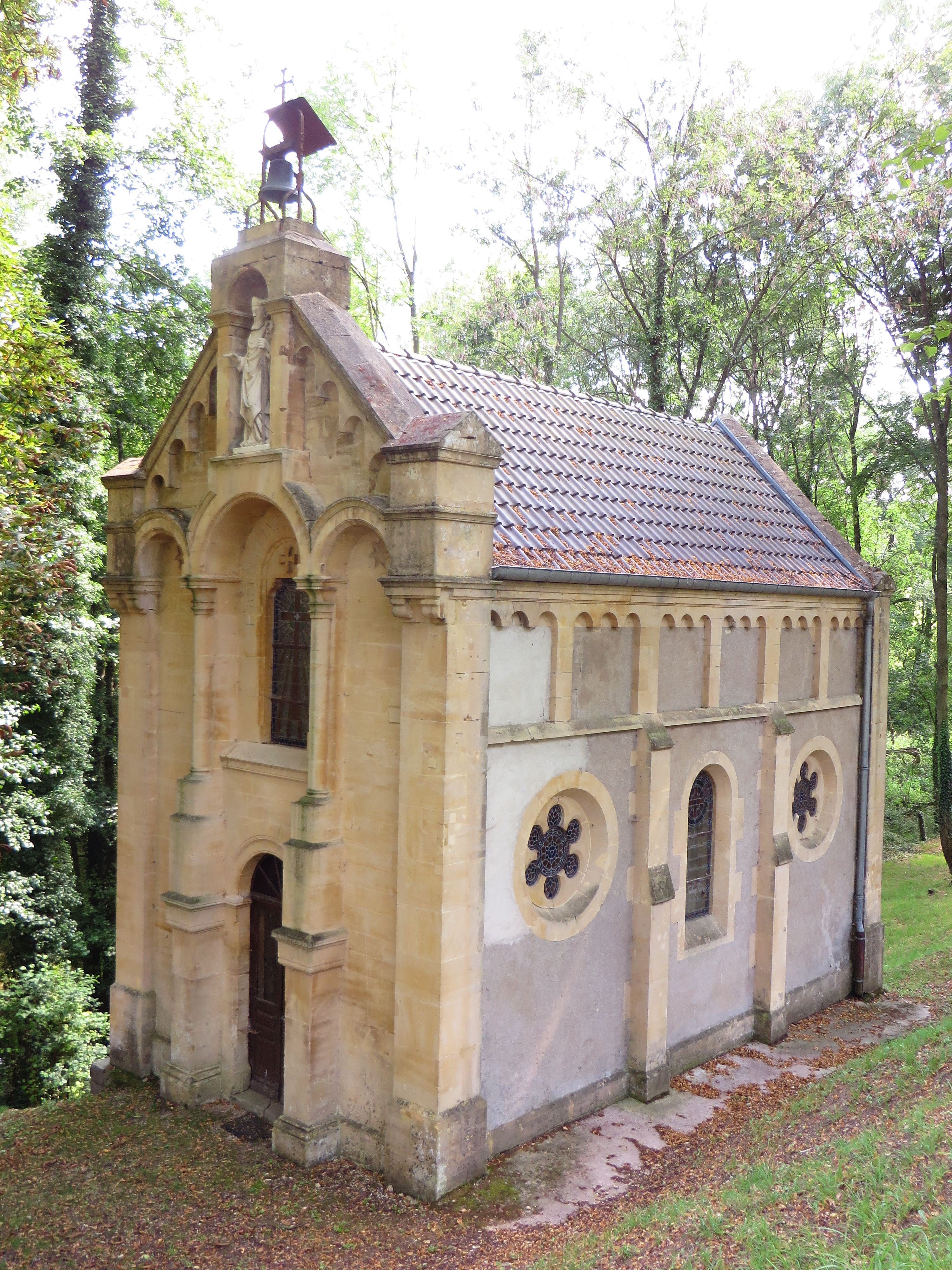
Chapelle Saint-Maur de Flabas.